# Cádiar
Cádiar es una localidad y municipio español situado en la parte centro-sur de la comarca de la Alpujarra Granadina, en la provincia de Granada, comunidad autónoma de Andalucía. Limita con los municipios de Lobras, Bérchules, Alpujarra de la Sierra, Ugíjar, Murtas y Albondón. Otras localidades cercanas son Tímar, Golco y Alcútar. Cuenta con una población de 1517 habitantes (INE 2024). Por su término discurren los ríos Guadalfeo, Yátor y Mecina.
El municipio cadiense comprende los núcleos de población de Cádiar —capital municipal—, Yátor, Narila y La Rambla del Banco.

## Geografía
Se encuentra situada en un valle, por el que discurre el río Guadalfeo, entre Sierra Nevada y la Contraviesa. Considerada por el hispanista Gerald Brenan como el "ombligo de La Alpujarra", Cádiar goza de una posición estratégica siendo el nudo central de comunicaciones de la comarca alpujarreña.
La zona del municipio situada en la sierra de la Contraviesa, forma parte del Sitio Histórico de la Alpujarra.
| Noroeste: Bérchules                 | Norte: Bérchules y Alpujarra de la Sierra | Noreste: Alpujarra de la Sierra |
| Oeste: Lobras                       | Puntos cardinales                         | Este: Ugíjar y Murtas           |
| Suroeste: Lobras, Albondón y Murtas | Sur: Murtas                               | Sureste: Murtas                 |

## Historia
El área poblacional forma parte del Sitio Histórico de la Alpujarra Media y La Taha, que junto con el limítrofe Conjunto Histórico del Barranco del Poqueira, conforma el conjunto de patrimonio histórico protegido más grande de toda Europa. La historia de Cádiar va pareja a la del resto de pueblos de la Alpujarra, comarca que, por su aislamiento geográfico, ha desarrollado desde siempre una cultura propia y diferenciada, que tuvo su momento de máximo esplendor en el periodo nazarí, cuando toda La Alpujarra era un importante emporio agrícola especializado en la producción de seda.

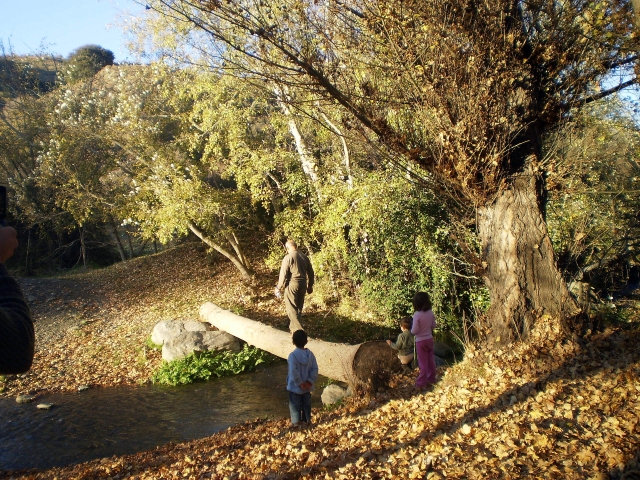
Sendero en el municipio de Cádiar

Cádiar ha sido históricamente un lugar de confluencia de los distintos caminos que se adentraban por toda la comarca alpujarreña. En un tiempo se le llamó "al-Basit" cuya traducción es "la llanura" por su situación en un lugar llano, de este mismo término proceden topónimos actuales como Albacete. Pero su denominación fue variando en el tiempo, hasta la consolidación de la denominación actual. Las primeras noticias que se tienen datan del siglo XII, cuando el célebre geógrafo granadino al-Idrisi señaló la existencia de un castillo en Cádiar, al que antiguamente se le había llamado "Hisn al-Qadir" («castillo del juez») en época musulmana. Hay arabistas que consideran la evolución de su nombre por el uso que los propios mudéjares y moriscos hacían de al-Qadír (desde la rebeldía) hacia el término "al-Qádr" (" el decreto"), en relación con "laylat al-qádr" traducida como "noche del decreto" o "noche del destino". Durante los periodos de época musulmana poseía una mezquita mayor, varios cementerios, rábitas y al menos tres barrios diferenciados por sus respectivas murallas. En el periodo nazarí perteneció a la extensa taha de Juviles junto con otras dieciséis aldeas.
Tras la Reconquista de Granada en 1492 por los Reyes Católicos, la población se vio poco a poco sometida a una represión creciente durante los años posteriores, orquestados por la corona de Castilla y la Iglesia romana a través de la Santa Inquisición ("Inquisición romana"). Acoso que llegó a convertirse intolerable en el reinado de Felipe II con la promulgación de la Pragmática Sanción de 1567 (o "Pragmática Antimorisca"). Este edicto tuvo sus consecuencias y en 1568 un descendiente de la nobleza morisca, de nombre cristiano Hernando o Fernando de Válor y Córdoba y de nombre musulmán Muhammad ibn Umayya. El nombre de Abén Humeya es la versión hispanizada del nombre árabe Ibn Umayya, que significa "Hijo de Umayya" haciendo alusión a un antepasado de los Omeyas. Fue coronado en el camino que, de Cádiar, dirige a su población vecina Narila y encabezó la Rebelión de las Alpujarras (1568-1570), aunque murió asesinado por los propios sublevados a los pocos meses de iniciarse la contienda.  La concesión del título de villa a Cádiar — propició el levantamiento en armas contra el rey Felipe II siglo XVI, provocando una revuelta general entre los moriscos de todo el Reino de Granada, convirtiéndose Cádiar en escenario de gran parte de los acontecimientos ocurridos durante la Sublevación de los Moriscos de 1568.
Los musulmanes serían definitivamente expulsados a otras provincias Castellanas y en menor número a África en 1609. Quedó una minoría morisca amiga de la Corona y contraria a las revueltas y otros escondidos en las montañas. Algunos volvieron posteriormente estas tierras, ya no como moriscos. Eran pobladores que habían asumido definitivamente el cristianismo, olvidado el finalmente prohibido dialecto nazarí del árabe que se hablaba en todo el Reino de Granada, asumido el idioma castellano, tenían nombres cristianos y ya no practicaban las costumbres musulmanas. Pero esto posteriormente a la repoblación planificada por Castilla, con campesinos procedentes de Jaén, Galicia y Castilla.[cita requerida]

## Demografía
Cádiar cuenta con una población de 1517 habitantes (INE 2024).
| Gráfica de evolución demográfica de Cádiar entre 1842 y 2021 |
| |
| Población de derecho según los censos de población del INE Población de hecho según los censos de población del INEEn 1973 crece el término del municipio porque incorpora a Narila y Yátor |

Según los datos del año 2021, la población del municipio de Cádiar se encuentra distribuida de la siguiente forma:
| Unidad poblacional       | Hab. |
| ------------------------ | ---- |
| Cádiar                   | 1183 |
| Narila                   | 56   |
| La Rambla del Banco      | 10   |
| Yátor                    | 108  |
| Población en diseminados | 135  |
| TOTAL                    | 1492 |

## Economía

### Evolución de la deuda viva municipal
| Gráfica de evolución de Deuda viva del Ayuntamiento de Cádiar entre 2008 y 2019                                |
| |
| Deuda viva del Ayuntamiento de Cádiar en miles de Euros según datos del Ministerio de Hacienda y Ad. Públicas. |

## Política municipal
La administración política del municipio se realiza a través de un Ayuntamiento de gestión democrática cuyos componentes se eligen cada cuatro años por sufragio universal. El censo electoral está compuesto por todos los residentes empadronados en Cádiar mayores de 18 años y nacionales de España. Según lo dispuesto en la Ley del Régimen Electoral General, que establece el número de concejales elegibles en función de la población del municipio, la corporación municipal de Cádiar está formada por 9 concejales.
En las Elecciones municipales de España de 2023 celebradas en el municipio de Cádiar, el Partido Popular (PP) obtuvo 634 votos (62,03 %) y 6 concejales; mientras que el Partido Socialista Obrero Español (PSOE) obtuvo 380 votos (37,18 %) y 3 concejales. Con estos resultados, Encarnación María López Fernández (PP) volvió a ser investida alcaldesa.

## Cultura

### Fiestas

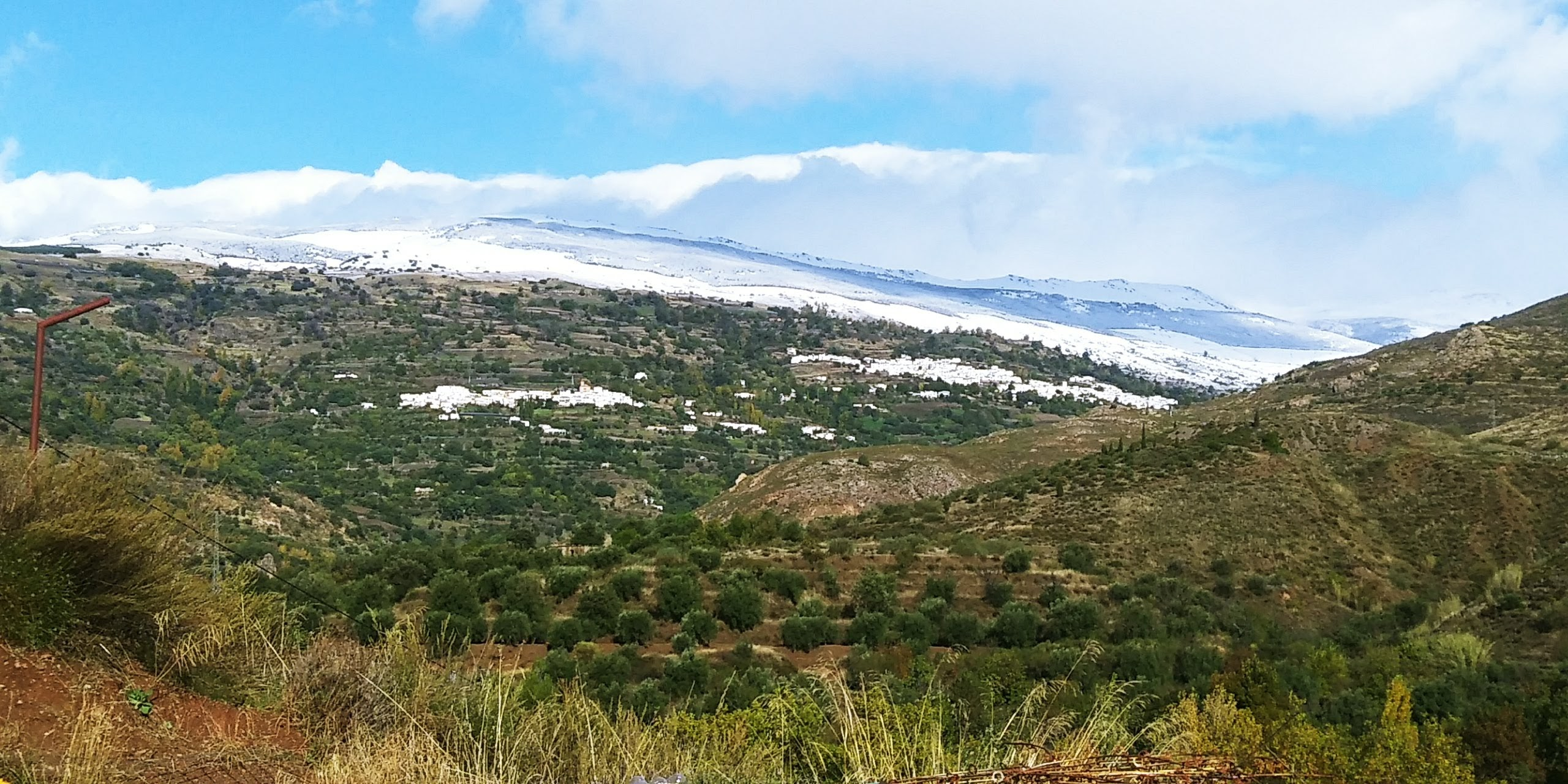
Vistas desde Cádiar

El 5 de enero tiene lugar la cabalgata de los Reyes Magos, que destaca por su peculiaridad y tamaño. Los Reyes Magos van a caballo acompañados de un gran séquito compuesto entre otros de antorcheros con antorchas de fuego, lanceras, guerreros y pajes. Reparten regalos por todos los domicilios y ofrecen una lluvia de caramelos a quienes les acompañan recorriendo todo el pueblo.
El 2 de febrero se celebra el día de la Candelaria. Se realiza una procesión con velas alrededor de la Iglesia de Santa Ana. Esa noche, a los niños nacidos en el año anterior, se les ponen los estadales. También esa misma noche, y hasta el día siguiente, es tradición ir a la ermita a tocar el campanillo para anunciar la llegada de San Blas. El campanillo no deja de ser tocado hasta que San Blas llega a su ermita. El 3 de febrero se festeja el día del patrón de Cádiar; por la tarde se procesiona al santo hasta su ermita recorriendo toda la localidad, siendo recibido a su llegada por el retocar del campanillo y fuegos artificiales.
Del 5 al 9 de octubre tiene lugar la Real Feria del Ganado de Cádiar en honor al Santo Cristo de la Salud y a la Virgen de la Esperanza. En sus orígenes era principalmente una feria ganadera; en la actualidad, como antaño, un día de la feria, en la vega del pueblo junto al río Guadalfeo se exponen animales y se realizan tratos de compra y venta. Sus orígenes datan del siglo XVIII.
Durante todos los días de la feria en la Fuente del Vino —situada en la plaza de la Iglesia— se sirve vino del terreno gratis a todos los visitantes. El primer día de feria se homenajea a los mayores del pueblo con una comida y diversas actuaciones para amenizar el evento. Todas las noches se ofrece una velada musical en la carpa municipal ubicada con entrada libre y gran variedad de estilos musicales. La comisión de fiestas organiza una paellada con la que agradece a vecinos, entidades y asistentes su colaboración amenizada por diversas actuaciones.
Cabe destacar que en los 1988 y 2012 se celebraron en Cádiar el Festival de Música Tradicional de la Alpujarra.